# 渡部善次郎
渡部 善次郎（わたなべ ぜんじろう、1877年〈明治10年〉 - 1939年〈昭和14年〉）は、日本の教育者、経済学者。松山高等商業学校第2代校長。

## 人物・経歴
1877年（明治10年）、愛媛県下浮穴郡田窪村（後の温泉郡重信町、現・東温市）に生まれる。
1897年（明治30年）に松山中学校を卒業し、文部省中等教員検定試験に合格して松山中学校の教員となった。
自学の志が高く、東京に出ると、東京英語専修学校（立教大学の前身校の一つ）で学ぶ。
しかし、1903（明治36年）に東京英語専修学校が閉校すると、同年、早稲田大学に編入して、翌1904年（明治37年）に大学部政治経済学科を卒業する。
同年、留学のためアメリカに渡り、1905年（明治38年）にイェール大学に入学すると、1907年（明治40年）に経済学を修めて大学院を卒業し、修士（MA）の学位を取得した。
日本に帰国した後、東洋大学や拓殖大学など数校で教鞭を執った。
その後、郷里の愛媛へ戻り、1923年（大正12年）に松山高等商業学校（後の松山商科大学、現・松山大学）の創立とともに校長となった加藤彰廉の補佐役として教頭職に就任して、旧制松山高等学校（現・愛媛大学）の講師も兼務した。
1924年（大正13年）の衆議院議員選挙に際して、大正デモクラシーの風潮がある最中、松山高校と松山高商の教官と学生に要請されて、学者候補者として立候補することとなったが落選した。
1931年（昭和6年）に、脳溢血で倒れると健康が回復せず、松山高等商業学校教授を辞任したが、同年11月の加藤校長死去の後を受けて、理事であった井上要の強い推挙もあったことから、松山高等商業学校2代目校長に就任した。
しかし、教職員の中には言語障害の病状から校長就任を不本意とする空気もあり、風紀取締規則の強化や教授解職問題など、学生間にも校長排斥の動きが生じることとなり、1934年（昭和9年）5月には、卒業生数人による睦月島監禁・校長退任要求事件が起こって校長を辞職した。
1939年（昭和14年）、62歳で没した。